# Felkai-völgy
A Felkai-völgy (szlovákul Velická dolina) a Magas-Tátra egyik völgye Szlovákiában, amelyben a hegység botanikailag egyik legértékesebb területe található, az úgynevezett Virágoskert.

## Nevének eredete
A völgy neve a ma Poprád részét képező Felka (Vel’ká) falu nevéből származik.

## Fekvése
Északkelet-délnyugat irányú, 6 km hosszú, teraszos felépítésű völgy. Északkeletről a főgerincből a Kis-Viszóka-csúcsnál a Nagyszalóki-csúcs felé keletre kiágazó, 6 km hosszú mellékgerinc, délnyugatról a Hátsó-Gerlachfalvi-csúcsból a Gerlachfalvi-csúcs felé kiinduló délkeleti szárnyvonulat határolja. 
A Felkai-völgybe az 1005 m magasan fekvő Tátraszéplakról (Tatranská Polianka) jutunk el. A zöld  turistaösvény a Felkai-tó (Velické pleso) melletti, 1670 m magasan épült Sziléziai menedékház érintésével a Lengyel-nyeregig (Poľský hrebeň) (2150 m) vezet fel. A Lengyel-nyeregből észak felé a Poduplaszki-völgybe, kelet felé a Rovátkán át a Nagy-Tarpataki-völgybe mehetünk át.

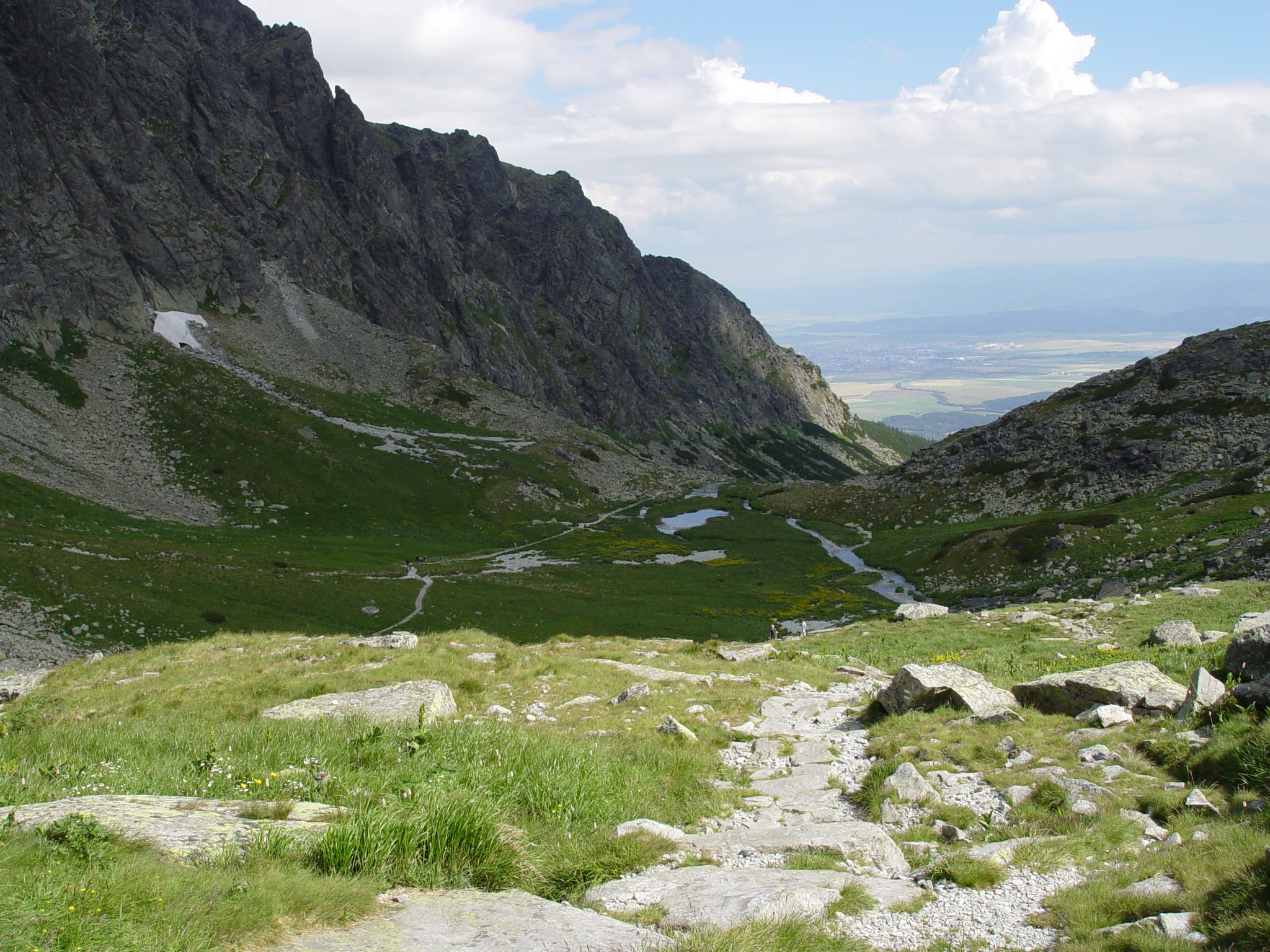
A Felkai-völgy a Lengyel-nyeregről lefelé
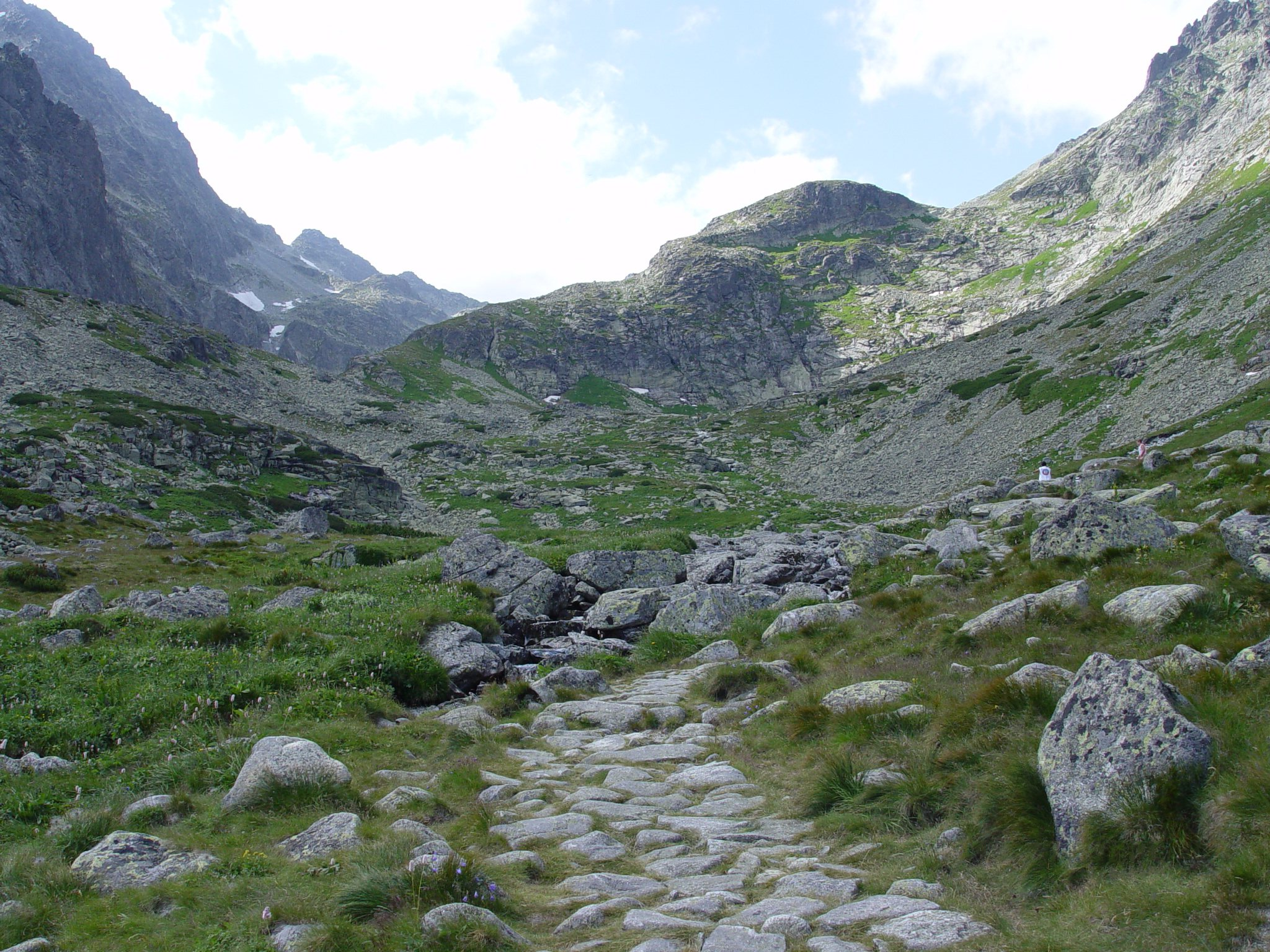
A Felkai-völgy a Lengyel-nyeregről lefelé
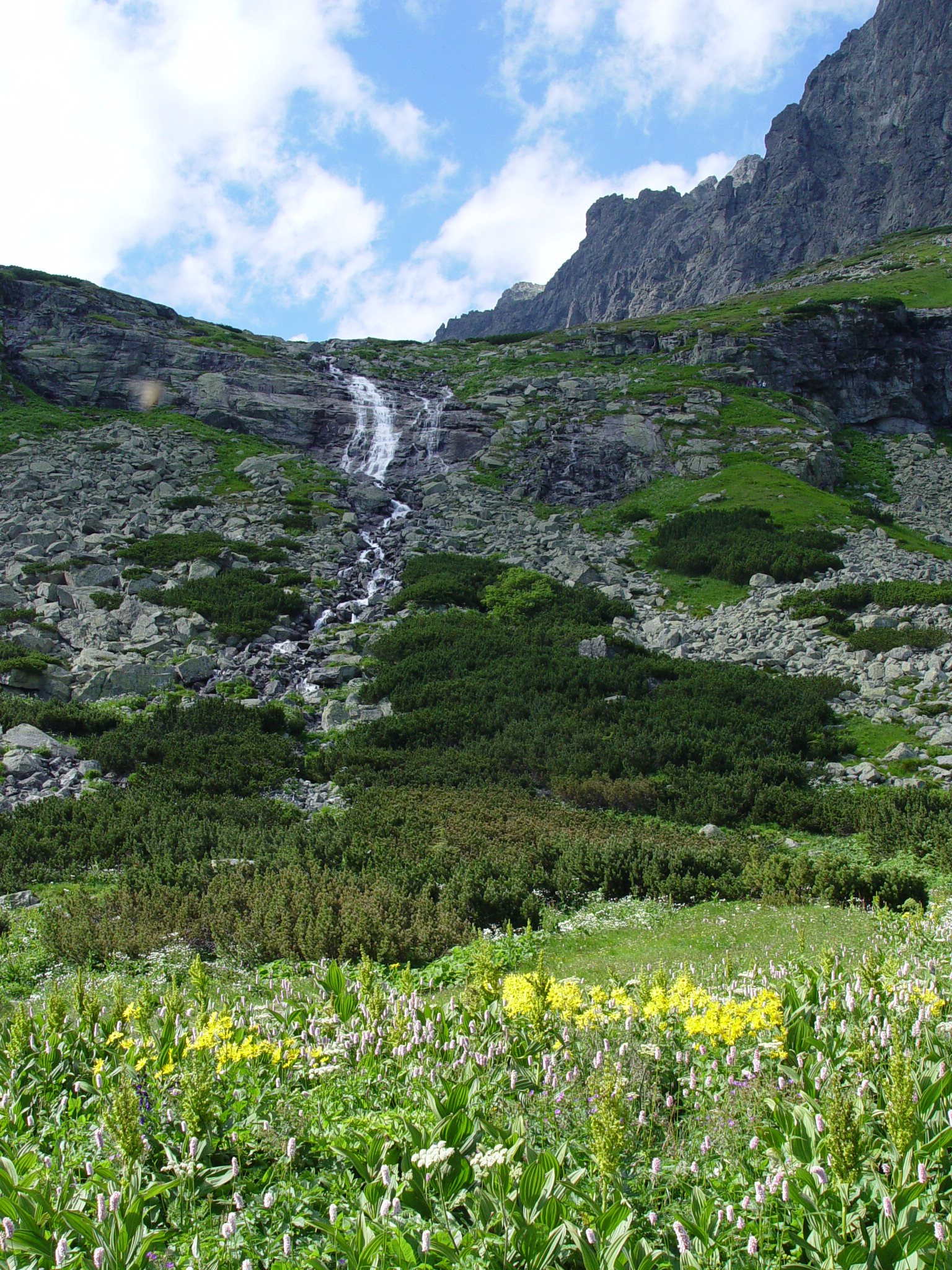
A Felkai-völgy a Lengyel-nyeregről lefelé

## Növényzet és vízrajz

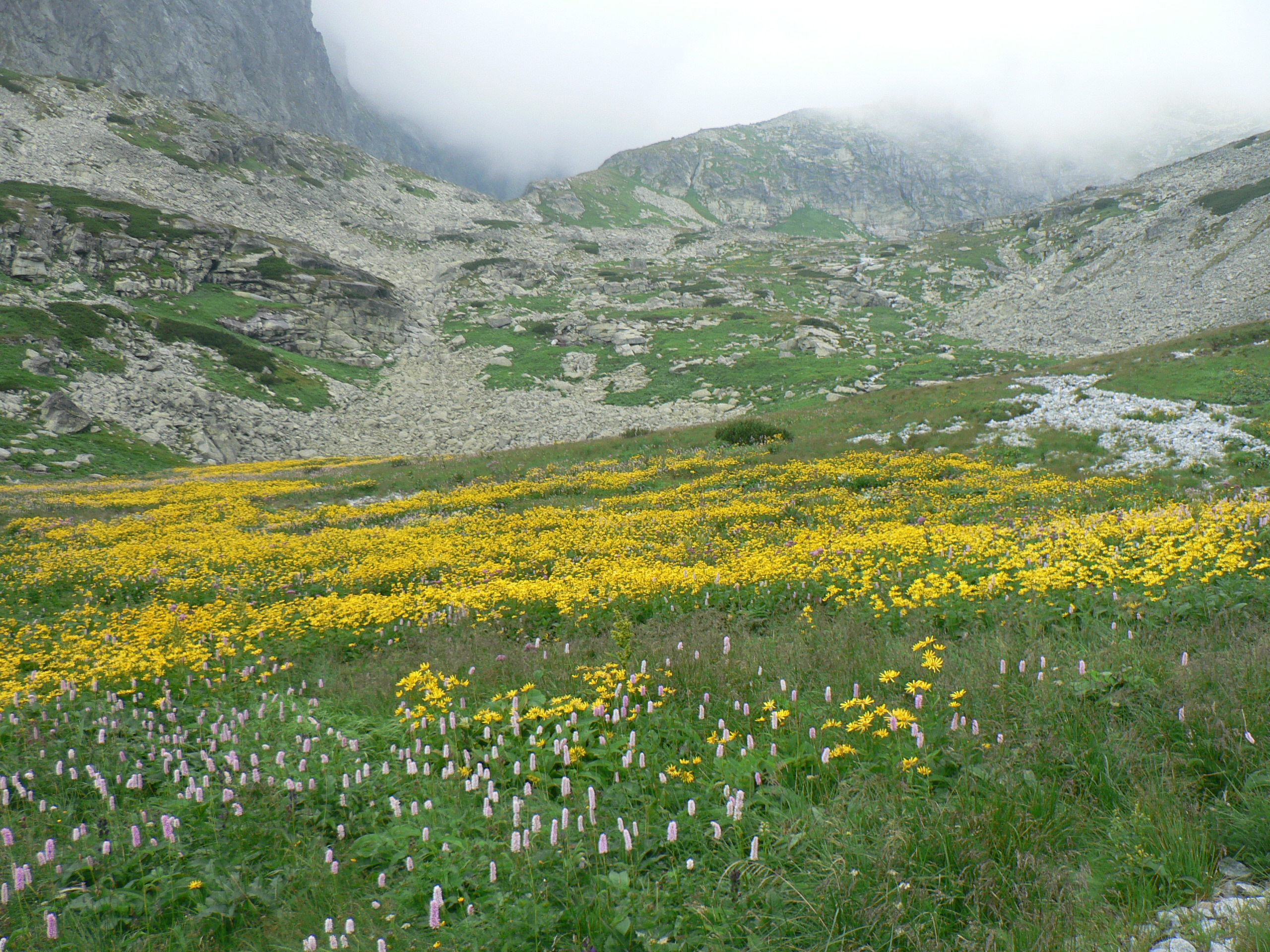
A Virágoskert

A völgyzárlatban fekszik a kis Felkai-Hosszú-tó (Dlhé pleso velické), lentebb pedig a nagyobb Felkai-tó található.
A völgy ritka természeti szépségekkel rendelkezik, mely nagyrészt összefügg a jégárak alakította domborzati formákkal. Kivételesen lenyűgöző közülük a Virágoskert (Kvetnyica). A Felkai-tótól az Örökös-eső (Večny dážd’) alatt az évezredek során jó feltételek alakultak ki egy sajátos növényvilág számára. A völgy e részének havasi rétjei jellemző nevet kaptak. A Virágoskertről az első említés 1644-ből való, a késmárki Frölich Dávid „fűszerek kertjének” nevezte.
A Virágoskert a természetvédők figyelmét is felkeltette, s az ő érdemük, hogy megóvásáért, már igen korán, meglepően sokat tettek.

## Szállás
A Felkai-tó partján épült Sziléziai menedékházban lehet pihenni.